# Beatrice Sutter-Kottlar
Beatrice Sutter-Kottlar, de soltera Beatrice Lauer-Kottlar (Txernivtsí, Ucraïna, 6 de gener, 1883 - Schliengen, Baden-Württemberg, 15 de març, 1935), va ser una cantant d'òpera (soprano) i professora de cant austríaca.

## Biografia
Beatrice Lauer-Kottlar va debutar a l'escenari el 1907 al Teatre de la Ciutat d'Estrasburg, on va romandre fins al 1910. Va aparèixer a Estrasburg, entre d'altres, en el paper de Santuzza a Cavalleria rusticana de Pietro Mascagni. De 1910 a 1917 va treballar al Teatre de la Cort de Karlsruhe i després a l'Òpera de Frankfurt. Des de la dècada de 1920, Sutter-Kottlar va ser professora de cant al Dr. Conservatori Hoch de Frankfurt. A Frankfurt va actuar inicialment amb el seu nom de naixement Beatrice Lauer-Kottlar. El 1924 es va casar amb Otto Ernst Sutter i després va utilitzar el nom de Sutter-Kottlar.
Beatrice Sutter-Kottlar estava fortament compromesa amb la música contemporània. A Frankfurt va cantar el paper principal a Jenůfa de Leoš Janáček. Al festival de música de l'Associació General de Música Alemanya de Frankfurt el 1924, un any abans de l'estrena, va interpretar tres escenes de l'òpera Wozzeck d'Alban Berg. Aquesta actuació va ser dirigida per Hermann Scherchen.
Va fer nombroses actuacions com a convidada, incloent-hi els següents teatres d'òpera: Teatre de l'Òpera de la Cort, Viena (1908, 1912), Court Opera Unter den Linden, Berlín (1909), Òpera de la Corte, Munic (1911), Teatro Colón de Buenos Aires (1928 en el paper d'Isolda, Brünnhilde i el Marschallin), Òpera de Covent Garden, Londres (1928) i Gran Teatre del Liceu, Barcelona (1928).
El 1932 va haver de renunciar al seu compromís a l'Òpera de Frankfurt per motius de salut. Després del seu matrimoni amb Otto Ernst Sutter el 1924, va comprar el castell de Liel al sud de la Selva Negra, on tots dos vivien. Va morir el 1935 en circumstàncies poc clares, tot i que el fet que fos considerada una «mitja juev», segons les lleis racials nacionalsocialistes, va donar lloc a especulacions. En record d'ella, Otto Ernst Sutter va fer erigir una creu de fusta a la reserva natural d'Auf der Eckt sobre l'Eggenertal a finals de la dècada de 1930, que ara és coneguda pels excursionistes com la Creu de Sutter i és una destinació popular per a excursions.

## Repertori[calcitació]
Beatrice Sutter-Kottlar tenia un repertori molt extens. Entre altres coses, va cantar els següents papers: Gräfin a Les noces de Fígaro, Donna Anna a Don Giovanni de Wolfgang Amadeus Mozart; Leonore a Fidelio de Ludwig van Beethoven; Alceste a Alceste de Christoph Willibald Gluck; Rachel a La Juive de Fromental Halévy; Selika a L'Africaine de Giacomo Meyerbeer; Amelia a Un ballo in maschera així com Aïda a Aïda de Giuseppe Verdi; Senta a Der fliegende Holländer; Isolde a Tristan und Isolde, Brünnhilde a Ring des Nibelungen de Richard Wagner; Marschallin im Rosenkavalier de Richard Strauss i Hevah a Die ersten Menschen de Rudi Stephan a l'estrena el 1920.